# Bengalia taksina
Bengalia taksina är en tvåvingeart som först beskrevs av Andy Z. Lehrer 2005.  Bengalia taksina ingår i släktet Bengalia och familjen spyflugor.
Artens utbredningsområde är Thailand. Inga underarter finns listade i Catalogue of Life.